# 谭淼
谭淼（1987年1月6日—），山东济南人。中国游泳运动员。

## 生平
谭淼参加了2008年北京奥运会。在女子4x200米自由泳接力比赛中和朱倩蔚、庞佳颖、杨雨合作夺得银牌。